# Douglas Bennett
Douglas Bennett (n. 13 septembrie 1918, Saint-Lambert⁠(d), provincia Québec, Canada – d. 28 iunie 2008, Montréal, provincia Québec, Canada) a fost un jucător de hochei pe gheață ce a reprezentat Canada, medaliat olimpic. A participat la o ediție a Jocurilor Olimpice (1948) în care a câștigat o medalie de argint.

## Participări
Lista de mai jos prezintă principalele competiții la care a participat Douglas Bennett de-a lungul carierei.
- canoeing at the 1948 Summer Olympics – men's C-1 1000 metres[*]